# Liste der Baudenkmäler in St. Martin in Passeier
Die Liste der Baudenkmäler in St. Martin in Passeier (italienisch San Martino in Passiria) enthält die 33 als Baudenkmäler ausgewiesenen Objekte auf dem Gebiet der Gemeinde St. Martin in Passeier in Südtirol.
Basis ist das im Internet einsehbare offizielle Verzeichnis der Baudenkmäler in Südtirol. Dabei kann es sich beispielsweise um Sakralbauten, Wohnhäuser, Bauernhöfe und Adelsansitze handeln. Die Reihenfolge in dieser Liste orientiert sich an der Bezeichnung, alternativ ist sie auch nach der Adresse oder dem Datum der Unterschutzstellung sortierbar.

## Liste
| Foto |                 | Bezeichnung                                                        | Standort                     | Eintragung                   | Beschreibung                  | Metadaten |
| ---- | --------------- | ------------------------------------------------------------------ | ---------------------------- | ---------------------------- | ----------------------------- | --- |
| BW   | Datei hochladen | Aigner ID: 17061                                                   | 46° 48′ 18″ N, 11° 14′ 8″ O  | 23. Apr. 1982 (BLR-LAB 2246) | Ländliches Wohnhaus/Bauernhof | KG: Sankt Martin in Passeier Bauparzelle: 109                                                                   |
| BW   | Datei hochladen | Auer mit Kornkasten ID: 17062                                      | 46° 48′ 31″ N, 11° 14′ 23″ O | 23. Apr. 1982 (BLR-LAB 2246) | Ländliches Wohnhaus/Bauernhof | KG: Sankt Martin in Passeier Bauparzelle: 149                                                                   |
| ja   | Datei hochladen | Dreifaltigkeitskapelle in Saltaus ID: 18086                        | 46° 43′ 47″ N, 11° 12′ 3″ O  | 23. Apr. 1982 (BLR-LAB 2246) | Kirche                        | KG: Sankt Martin in Passeier Bauparzelle: 411                                                                   |
| ja   | Datei hochladen | Ederkapelle ID: 17072                                              | 46° 47′ 28″ N, 11° 13′ 50″ O | 23. Apr. 1982 (BLR-LAB 2246) | Bildstock                     | KG: Sankt Martin in Passeier Grundparzelle: 300/1                                                               |
| ja   | Datei hochladen | Ehemaliges Zollhaus ID: 50205                                      | 46° 47′ 3″ N, 11° 13′ 39″ O  | 11. Juni 2001 (BLR-LAB 1903) | Zollhaus                      | KG: Sankt Martin in Passeier Bauparzelle: 37/1                                                                  |
| ja   | Datei hochladen | Fischerhaus ID: 17053                                              | 46° 47′ 1″ N, 11° 13′ 38″ O  | 23. Apr. 1982 (BLR-LAB 2246) | Ländliches Wohnhaus/Bauernhof | KG: Sankt Martin in Passeier Bauparzelle: 48                                                                    |
| BW   | Datei hochladen | Floner ID: 17060                                                   | 46° 47′ 50″ N, 11° 13′ 44″ O | 23. Apr. 1982 (BLR-LAB 2246) | Ländliches Wohnhaus/Bauernhof | KG: Sankt Martin in Passeier Bauparzelle: 98                                                                    |
| ja   | Datei hochladen | Friedheim ID: 17052                                                | 46° 47′ 4″ N, 11° 13′ 39″ O  | 14. Mai 1990 (BLR-LAB 2753)  | Ländliches Wohnhaus/Bauernhof | KG: Sankt Martin in Passeier Bauparzelle: 36                                                                    |
| ja   | Datei hochladen | Groll ID: 17065                                                    | 46° 47′ 31″ N, 11° 13′ 17″ O | 23. Apr. 1982 (BLR-LAB 2246) | Ländliches Wohnhaus/Bauernhof | KG: Sankt Martin in Passeier Bauparzelle: 228                                                                   |
| BW   | Datei hochladen | Haslach ID: 17059                                                  | 46° 47′ 23″ N, 11° 13′ 38″ O | 23. Apr. 1982 (BLR-LAB 2246) | Ländliches Wohnhaus/Bauernhof | KG: Sankt Martin in Passeier Bauparzelle: zum Zeitpunkt der Unterschutzstellung Bp. 86, aktuell (2014) Bp. 1455 |
| ja   | Datei hochladen | Heilig-Grab-Kapelle im Dorf ID: 17055                              | 46° 46′ 56″ N, 11° 13′ 37″ O | 23. Apr. 1982 (BLR-LAB 2246) | Kapelle                       | KG: Sankt Martin in Passeier Bauparzelle: 63                                                                    |
| BW   | Datei hochladen | Kasten beim Unterweger in Christl ID: 17064                        | 46° 48′ 49″ N, 11° 12′ 17″ O | 23. Apr. 1982 (BLR-LAB 2246) | Kornkasten                    | KG: Sankt Martin in Passeier Bauparzelle: 207                                                                   |
| BW   | Datei hochladen | Kornkasten und Backofen beim Ausserraicher ID: 17066               | 46° 46′ 41″ N, 11° 12′ 44″ O | 23. Apr. 1982 (BLR-LAB 2246) | Kornkasten                    | KG: Sankt Martin in Passeier Bauparzelle: 259                                                                   |
| ja   | Datei hochladen | Lanthaler ID: 17070                                                | 46° 46′ 0″ N, 11° 12′ 50″ O  | 23. Apr. 1982 (BLR-LAB 2246) | Burg/Schloss                  | KG: Sankt Martin in Passeier Bauparzelle: 289/1, 289/2, 290 Grundparzelle: 1728                                 |
| ja   | Datei hochladen | Magnuskapelle in Breiteben ID: 17063                               | 46° 48′ 57″ N, 11° 12′ 6″ O  | 23. Apr. 1982 (BLR-LAB 2246) | Kapelle                       | KG: Sankt Martin in Passeier Bauparzelle: 186/1                                                                 |
| ja   | Datei hochladen | Malerhaus ID: 17056                                                | 46° 47′ 3″ N, 11° 13′ 33″ O  | 23. Apr. 1982 (BLR-LAB 2246) | Ländliches Wohnhaus/Bauernhof | KG: Sankt Martin in Passeier Bauparzelle: 71                                                                    |
| ja   | Datei hochladen | Oberwirt ID: 17049                                                 | 46° 47′ 5″ N, 11° 13′ 40″ O  | 23. Apr. 1982 (BLR-LAB 2246) | Gasthaus                      | KG: Sankt Martin in Passeier Bauparzelle: 1141, 1175, 8                                                         |
| ja   | Datei hochladen | Pfarrkirche St. Martin mit Friedhofskapelle und Friedhof ID: 17047 | 46° 47′ 4″ N, 11° 13′ 38″ O  | 23. Apr. 1982 (BLR-LAB 2246) | Kirche                        | KG: Sankt Martin in Passeier Bauparzelle: 1, 2 Grundparzelle: 1                                                 |
| ja   | Datei hochladen | Pfarrwidum ID: 17057                                               | 46° 47′ 6″ N, 11° 13′ 37″ O  | 23. Apr. 1982 (BLR-LAB 2246) | Widum/Kanonikerhaus           | KG: Sankt Martin in Passeier Bauparzelle: 79                                                                    |
| BW   | Datei hochladen | Pirpamer ID: 50208                                                 | 46° 47′ 43″ N, 11° 13′ 13″ O | 17. Jan. 1994 (BLR-LAB 103)  | Ländliches Wohnhaus/Bauernhof | KG: Sankt Martin in Passeier Bauparzelle: 219/2                                                                 |
| ja   | Datei hochladen | Schildhof Baumkirch ID: 17068                                      | 46° 46′ 37″ N, 11° 13′ 12″ O | 23. Apr. 1982 (BLR-LAB 2246) | Ländliches Wohnhaus/Bauernhof | KG: Sankt Martin in Passeier Bauparzelle: 279                                                                   |
| ja   | Datei hochladen | Schildhof Haupold ID: 17073                                        | 46° 43′ 57″ N, 11° 11′ 47″ O | 23. Apr. 1982 (BLR-LAB 2246) | Ländliches Wohnhaus/Bauernhof | KG: Sankt Martin in Passeier Bauparzelle: 406                                                                   |
| ja   | Datei hochladen | Schildhof Kalmbauer ID: 17071                                      | 46° 45′ 57″ N, 11° 12′ 51″ O | 23. Apr. 1982 (BLR-LAB 2246) | Ländliches Wohnhaus/Bauernhof | KG: Sankt Martin in Passeier Bauparzelle: 294                                                                   |
| ja   | Datei hochladen | Schildhof Ober-Gereuth ID: 17067                                   | 46° 46′ 46″ N, 11° 13′ 19″ O | 23. Apr. 1982 (BLR-LAB 2246) | Ländliches Wohnhaus/Bauernhof | KG: Sankt Martin in Passeier Bauparzelle: 266                                                                   |
| ja   | Datei hochladen | Schildhof Saltaus ID: 17074                                        | 46° 43′ 46″ N, 11° 12′ 3″ O  | 23. Apr. 1982 (BLR-LAB 2246) | Ländliches Wohnhaus/Bauernhof | KG: Sankt Martin in Passeier Bauparzelle: 410/1                                                                 |
| ja   | Datei hochladen | Schildhof Steinhaus ID: 17058                                      | 46° 47′ 10″ N, 11° 13′ 31″ O | 23. Apr. 1982 (BLR-LAB 2246) | Ländliches Wohnhaus/Bauernhof | KG: Sankt Martin in Passeier Bauparzelle: 84/1, 85                                                              |
| ja   | Datei hochladen | Schildhof Unter-Pseirer ID: 17069                                  | 46° 46′ 10″ N, 11° 12′ 59″ O | 23. Apr. 1982 (BLR-LAB 2246) | Ländliches Wohnhaus/Bauernhof | KG: Sankt Martin in Passeier Bauparzelle: 283 oder 284                                                          |
| ja   | Datei hochladen | Spitalerhaus (Hohes Haus) ID: 17051                                | 46° 47′ 7″ N, 11° 13′ 40″ O  | 23. Apr. 1982 (BLR-LAB 2246) | Ländliches Wohnhaus/Bauernhof | KG: Sankt Martin in Passeier Bauparzelle: 12                                                                    |
| BW   | Datei hochladen | Stadel beim Grueb ID: 50527                                        | 46° 46′ 25″ N, 11° 12′ 36″ O | 14. Dez. 2009 (BLR-LAB 2908) | Stadel                        | KG: Sankt Martin in Passeier Bauparzelle: 312                                                                   |
| ja   | Datei hochladen | Steckholzgütl ID: 17054                                            | 46° 47′ 0″ N, 11° 13′ 39″ O  | 23. Apr. 1982 (BLR-LAB 2246) | Ländliches Wohnhaus/Bauernhof | KG: Sankt Martin in Passeier Bauparzelle: 55/1                                                                  |
| ja   | Datei hochladen | Turmhaus ID: 17048                                                 | 46° 47′ 5″ N, 11° 13′ 39″ O  | 23. Apr. 1982 (BLR-LAB 2246) | Ländliches Wohnhaus/Bauernhof | KG: Sankt Martin in Passeier Bauparzelle: 6                                                                     |
| BW   | Datei hochladen | Waldkapelle bei Ausserbruck ID: 17075                              | 46° 48′ 57″ N, 11° 13′ 29″ O | 23. Apr. 1982 (BLR-LAB 2246) | Kapelle                       | KG: Sankt Martin in Passeier Bauparzelle: 622                                                                   |
| BW   | Datei hochladen | Wohnhaus des Gruebhofes ID: 50451                                  | 46° 46′ 25″ N, 11° 12′ 37″ O | 11. Sep. 2006 (BLR-LAB 3281) | Ländliches Wohnhaus/Bauernhof | KG: Sankt Martin in Passeier Bauparzelle: 317                                                                   |

Falls bei einem Baudenkmal keine Koordinaten bekannt sind, werden ersatzweise die Katasterdaten zum Zeitpunkt der Unterschutzstellung angegeben. Diese sind weder offiziell noch zwingend aktuell.
Die vom Landesdenkmalamt übernommenen Adressen können veraltet sein.
| Foto:   | Fotografie des Denkmals. Klicken des Fotos erzeugt eine vergrößerte Ansicht. Daneben finden sich zwei Symbole: |
| ID      | Identifikator beim Südtiroler Landesdenkmalamt                                                                 |
| KG      | Katastralgemeinde                                                                                              |
| MD      | Ministerialdekret                                                                                              |
| BLR-LAB | Beschluss der Landesregierung – Landesausschussbeschluss                                                       |